# NA-1300
La  NA-1300  es una carretera local que unía Pamplona con San Sebastián. Su denominación original fue  N-240  (Carretera de Tarragona a Bilbao y San Sebastián) y  N-130  hasta la construcción de la AP-15 (Autopista de Navarra) y la A-15 (Autovía de Leizarán), cuando adoptó la denominación actual. Ahora sirve como vía de conexión para las localidades de la zona.

## Recorrido
| Denominación | Kilómetro | Salida                            | Carretera                         | Dirección                         |
| ------------ | --------- | --------------------------------- | --------------------------------- | --------------------------------- |
| NA-1300      | 0         |                                   | N-240-A                           | Pamplona Vitoria                  |
| NA-1300      | 4         |                                   | NA-7503                           | Goldáraz                          |
| NA-1300      | 4         |                                   | A-15                              | Pamplona San Sebastián            |
| NA-1300      | 4         |                                   | NA-4130                           | Latasa Eraso Echalecu             |
| NA-1300      | 6         | Travesía de las Ventas de Urritza | Travesía de las Ventas de Urritza | Travesía de las Ventas de Urritza |
| NA-1300      | 6         |                                   | NA-411                            | Jaunsarás Lizaso Ostiz            |
| NA-1300      | 6         |                                   | A-15                              | Pamplona San Sebastián            |
| NA-1300      | 6         |                                   |                                   | Urriza                            |
| NA-1300      | 11        |                                   | NA-4019                           | Arruiz                            |
| NA-1300      | 11        |                                   | NA-7505 A-15                      | Muguiro Pamplona San Sebastián    |
| NA-1300      | 11        |                                   | NA-4018                           | Aldaz                             |
| NA-1300      | 12        |                                   | NA-7505                           | Muguiro                           |
| NA-1300      | 13        | Travesía de Lecumberri            | Travesía de Lecumberri            | Travesía de Lecumberri            |
| NA-1300      | 13        |                                   | NA-7510                           | Baráibar Astiz                    |
| NA-1300      | 13        |                                   | NA-4063                           | Echarri                           |
| NA-1300      | 14        |                                   | NA-7561                           | Albiasu                           |
| NA-1300      | 15        |                                   | NA-1700 NA-4011 A-15              | Huici Gorriti Leiza Pamplona      |
| NA-1300      | 18        |                                   | NA-4061                           | Azpíroz                           |
| NA-1300      | 21        |                                   |                                   | Lezaeta                           |
| NA-1300      | 22        |                                   | NA-7514                           | Errazquin                         |
| NA-1300      | 23        | Travesía de Betelu                | Travesía de Betelu                | Travesía de Betelu                |
| NA-1300      | 24        |                                   | NA-7513                           | Inza                              |
| NA-1300      | 24        | Travesía de Arriba                | Travesía de Arriba                | Travesía de Arriba                |
| NA-1300      | 24        |                                   | NA-7512                           | Gaínza                            |
| NA-1300      | 25        | Travesía de Atallo                | Travesía de Atallo                | Travesía de Atallo                |
| NA-1300      | 26        |                                   | NA-7511                           | Azcárate                          |
| NA-1300      | 30        |                                   | GI-2135                           | Tolosa                            |